# Biceropsis
Biceropsis is een geslacht van hooiwagens uit de familie Sclerosomatidae.
De wetenschappelijke naam Biceropsis is voor het eerst geldig gepubliceerd door Roewer in 1935. 

## Soorten
Biceropsis is monotypisch en omvat slechts de volgende soort:
- Biceropsis maculata